# Терра Ліура
Терра Ліура (кат. Terra Lliure — «вільна земля», скорочено TLL) — військова каталонська організація, яку було створено у 1978 р. Загальновідомою вона стала після 23 червня 1981 р., коли на стадіоні Камп Ноу організувала кампанію вивішення банерів з гаслом «Ми — окрема нація» (кат. Som una Nació). Іспанським урядом, службою безпеки та Каталонською асоціацією жертв терористичних організацій (кат. Associació Catalana de Víctimes d'Organitzacions Terroristes) цю організацію визнано терористичною. Принципи діяльності організації викладено у декларації «Кредо Терра Ліура» (кат. Crida de Terra Lliure), вони передбачають захист території каталанських країн, мови, національного суверенітету, інтересів каталонських робітників та протидію іспанізації каталонського суспільства. Гаслами організації стали: «Незалежність або смерть!», «Хай живе збройна боротьба», «Єдина нація — каталанські країни!» (кат. Independencia o mort! Visca la lluita armada! Una sola nació, Països Catalans!).
Один з лідерів Терра Ліура Пера Баскомпта (кат. Pere Bascompte) перейшов до іншої політичної партії — Республіканської лівиці Каталонії. Його ідеї, викладені у червні 1991 р. у документі, названому «Демократичний вибір на користь незалежності у час об'єднання Європи» (кат. Davant el procés d’unitat europea, l'opció democràtica cap a la independència), були згодом широко висвітлені Республіканською лівицею Каталонії, що спровокувало скандал усередині самої Лівиці — її лідерів було звинувачено, що вони стали «голосом» терористичної організації Терра Ліура.
Терра Ліура саморозпустилася 11 вересня 1995 р. Прем'єр-міністр Іспанії Феліпе Гонсалес надав амністію тим членам організації, які не брали участі у терористичних діях.